# That’s Entertainment!
«That’s Entertainment!» — песня, написанная композитором Артуром Шварцем и поэтом-песенником Говардом Дитцем для музыкального фильма «Театральный фургон», вышедшего на экраны в 1953 году.
В фильме её поёт Джек Бьюкенан, ему подпевают Фред Астер, Нанетт Фабрей и Оскар Левант.

## Признание
Американский институт киноискусства поместил эту песню (в оригинальной версии из фильма «Театральный фургон») на 45-е место своего списка ста лучших песен из американских кинофильмов.